# 陶家寨墓群
陶家寨墓群，位于中国青海省西宁市二十里铺乡陶家寨村，为第三批青海省文物保护单位，公布日期为1959年3月16日，类型为古墓葬。
陶家寨墓群的历史年代为汉。